# Liceo Michelet
El liceo Michelet, o complejo escolar Michelet, es un establecimiento situado en Vanves en Hauts-de-Seine, que reúne la escuela secundaria, el bachillerato de educación general y las clases preparatorias para las Grandes Ecoles en edificios clasificados como monumentos históricos y rodeados por un parque de 17 hectáreas.

## Personal
Al inicio del año escolar 2014, el complejo escolar Michelet acogió a más de 2250 élèves : poco más de 600 estudiantes en la escuela media y casi 1 650 en la escuela secundaria, incluidos unos 450 estudiantes en clases preparatorias. Cerca de 200 profesores imparten docencia en el establecimiento, en todos los niveles : 50 para secundaria y 140 para secundaria. Para el año 2013/2014, el Lycée Michelet tuvo 36 clases desde el segundo hasta el final: 14 segundas clases, 11 primeras clases, incluidas 5,5 primeras S, 2 primeras L y 3 primeras ES, y 11 clases terminales. El director actual, desde el inicio del año escolar 2019, es Éric Biset, el director adjunto desde el inicio del año escolar 2015, Christelle Krief, nombrada en mayo de 2021 directora del colegio Paul-Bert en Malakoff (Hauts-de- Sena). Es al comienzo del año escolar 2021 que Delphine Coppuyns-Manet asumio el cargo de subdirectora.

### Clasificación de la escuela secundaria
En 2016, la escuela secundaria ocupó el puesto 18 de 52 a nivel departamental en términos de calidad de la enseñanza y el 500 de 2227 a nivel nacional. La clasificación se basa en tres criterios. : la tasa de aprobados de bachillerato, la proporción de alumnos de primer año que obtienen el bachillerato habiendo cursado los dos últimos años de escolaridad en el establecimiento, y el valor añadido,calculado en función del origen social de los alumnos, de su edad y sus resultados en el diploma nacional de patentes.

## Historia

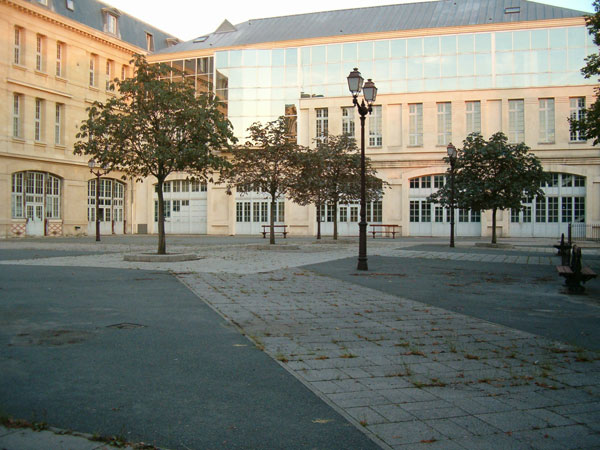
El patio de la facultad.

El Château de Vanves fue probablemente construido a mediados del siglo XVII para el Padre Charles Le Prevost que fue señor de Vanves desde 1638 hasta 1661. En 1655, Claude Lebas de Montargis se convirtió en su propietario y mandó construir al arquitecto Jules Hardouin-Mansart un nuevo castillo. Completado en 1704, fue comprado por el Príncipe de Condé y luego vendido como propiedad nacional durante la Revolución Francesa.
Los edificios ya tenían un siglo de antigüedad cuando el francés Prytanée, conocido hoy como Lycée Louis-le-Grand, compró el terreno en 1798. Se trata entonces de disponer de un lugar donde los alumnos internos puudiesen pasar agradablemente las vacaciones. En 1853, las clases pequeñas, colegio, de la escuela secundaria se instalaron allí definitivamente.
En 1859, se amplió el castillo y se construyó una capilla; la escuela primaria se convirtió en un establecimiento independiente en 1864 con el nombre de Lycée du Prince-Impérial, bajo el patrocinio del Príncipe, que entonces tenía ocho años. En 1870, tomó sucesivamente el nombre de Lycée Buffon y luego de Lycée de Vanves y sólo a partir de 1888 se convirtió en Lycée Michelet. Se construyeron nuevos edificios durante la década de 1880 bajo la dirección del arquitecto Alfred-Nicolas Normand del Premio de Roma.
Las fachadas y los techos de los edificios construidos antes de 1900 están catalogados como monumentos históricos, así como el interior del antiguo gimnasio y el ayuntamiento.
Bajo el Segundo Imperio, se vigilaba la probidad del personal docente. Sin embargo, incapaces de regular su ocio tan estrictamente como el de los alumnos, las autoridades, queriendo impedirles pasar el rato en los cabarets, instalaron salas de juegos y de lectura en varias escuelas secundarias para su esparcimiento, como en Henri-IV a partir de 1869.
La desafección gradual del sistema de internados por parte de las familias parisinas provocó una caída en el número de estudiantes. El récord se había alcanzado en 1885 con 1.009 estudiantes, pero posteriormente se redujo a la mitad, cayendo también la proporción de internos del 93,2% al 45,8%.
Después de la Primera Guerra Mundial en 1919, el Lycée Michelet se convirtió en un hospital temporal para los soldados franceses
 

Varios eventos marcan el año 2014, con motivo del 150 aniversario de la independencia del Lycée Michelet .

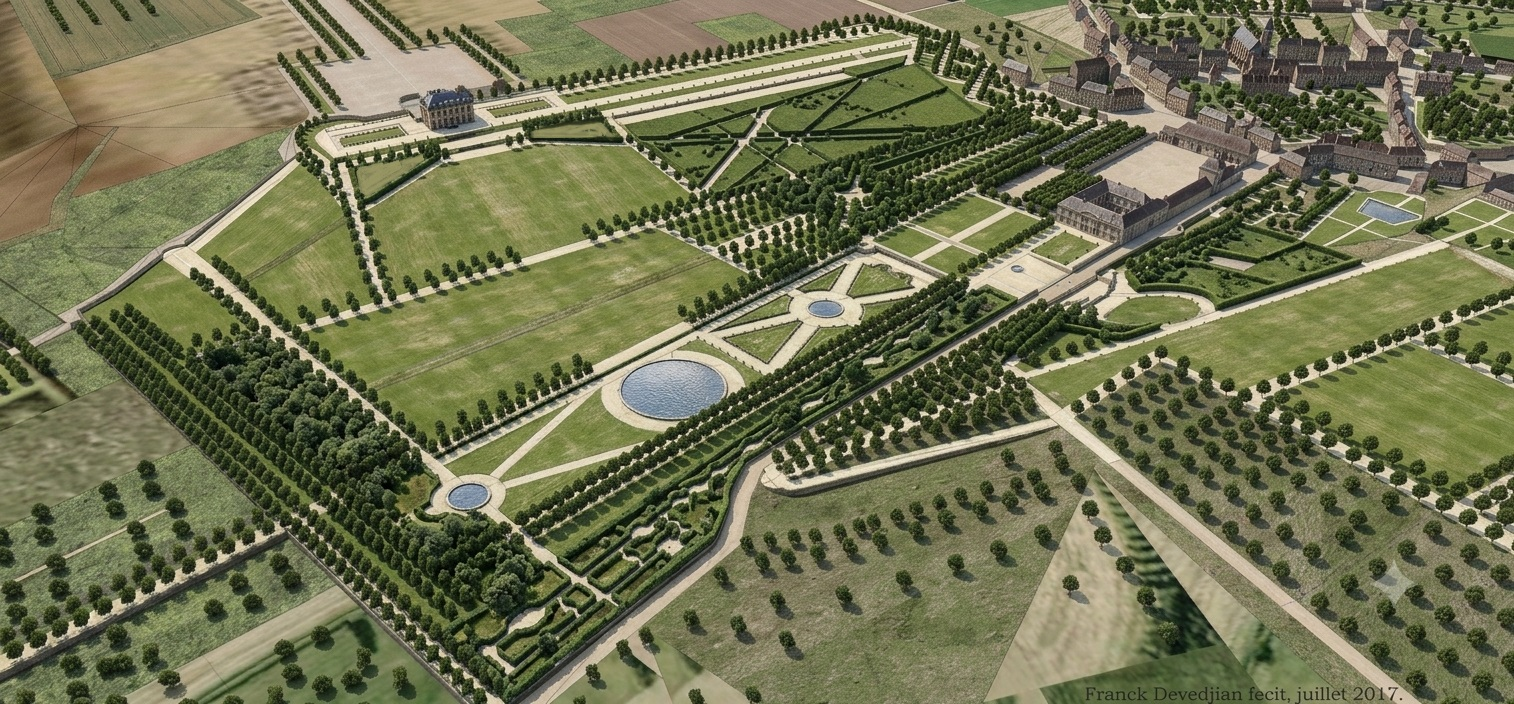
Reconstrucción del castillo de Vanves en su apogeo, hacia 1710-1730.

## Infraestructuras deportivas

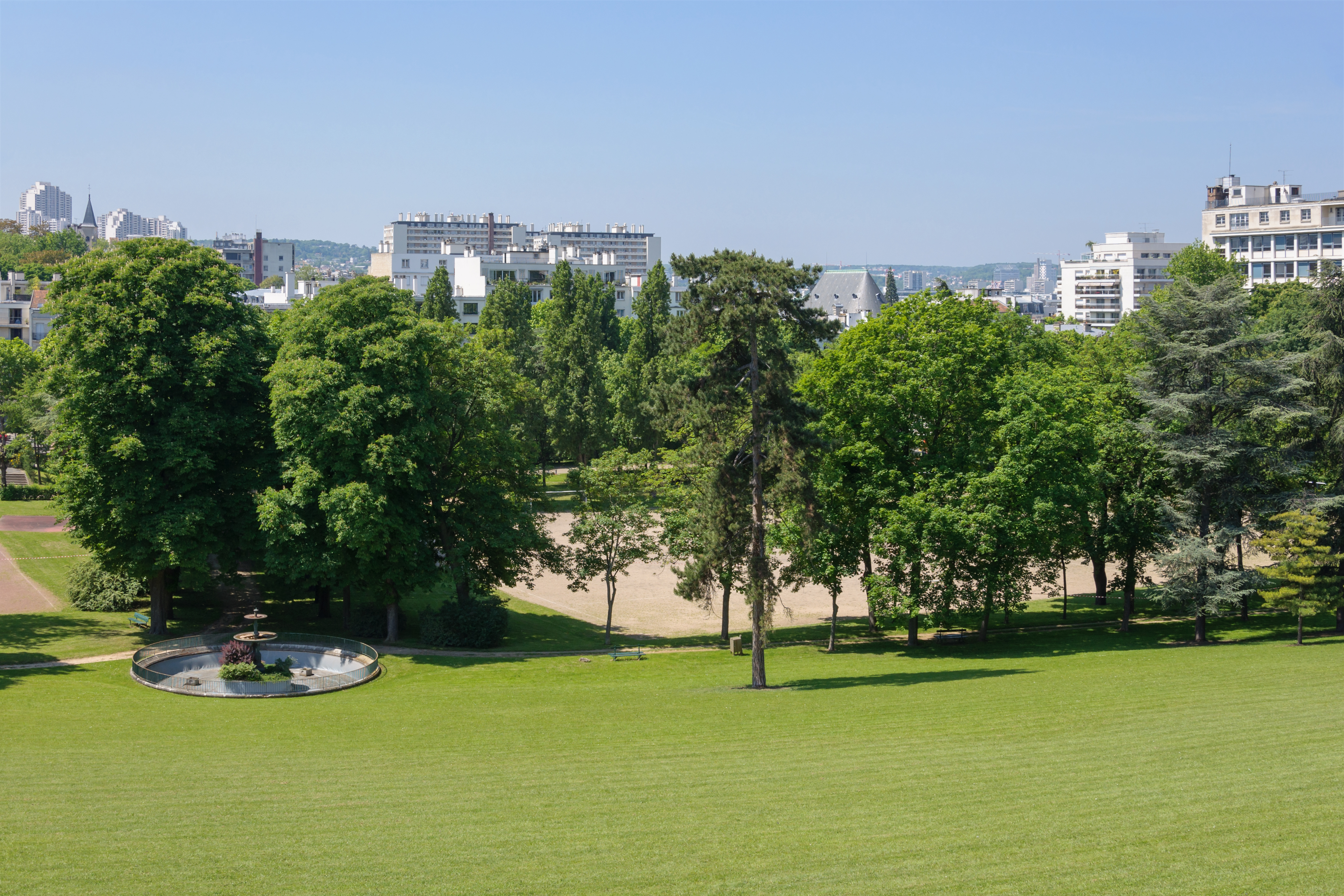
Las instalaciones deportivas se encuentran en el parque.

El liceo Michelet es uno de los liceos franceses con mayor número de instalaciones deportivas
Instalaciones al aire libre :
- un campo de fútbol, campo estabilizado, que pronto será sintético
- un campo de atletismo, terreno estabilizado, que pronto será sintético
- una plataforma de desarrollo multideporte, baloncesto y balonmano
- un campo de lanzamiento de peso, en desuso,
- una pista de atletismo, una pista de salto de longitud, en desuso)
- un campo polideportivo en la parte superior del parque, tenis, VB, baloncesto, balonmano
- un parque para ciclismo y carrera a pie/campo a través, triatlón, campo a través, etc. y orientación.

Instalaciones interiores :
- una piscina de 25 m con 5 calles
- dos polideportivos, balonmano, voleibol, baloncesto, bádminton
- un dojo/sala de artes marciales,
- una sala polivalente, danza, tenis de mesa, etc. - antes un gimnasio
- un rocódromo, en uno de los dos gimnasios, con 16 puntos de reunión, unos 100 recorridos posibles)
- más de una docena de vestuarios.

Todos los años se organiza un cruce para cada clase del colegio, pero no para el bachillerato. Dependiendo de la clase, el número de kilómetros aumenta. La asociación deportiva de la escuela, la Union athlétique du lycée Michelet (UALM), fue fundada a principios de mayo de 1890. Inmediatamente se unió a la Unión de Sociedades Deportivas Atléticas Francesas, cuyo secretario general era el barón Pierre de Coubertin. Fue la sexta asociación deportiva escolar creada en Francia.
El 12 de junio de 1890, la UALM organiza su primer encuentro a pesar del mal tiempo. Muchos eventos de carreras se incluyen entonces en el programa. Durante su primera temporada 1890-1891, el Lycée Michelet inauguró la creación de la UALM retirando el jueves 26 de febrero de 1891  el título de campeón de fútbol de París (rugby) por victorias sucesivas sobre los lycées Henri IV, Buffon y la École alsacienne. Desde esa fecha, el rugby ha sido honrado durante mucho tiempo y los colores de la escuela, encerrados en un círculo en blanco y negro, han sido usados por varias generaciones de jugadores. Este deporte fue abandonado en 2001 en la escuela secundaria.
Jean-Paul Coche fue profesor de judo en la escuela secundaria de 1967 a 1972.
Están previstas obras en las canchas de baloncesto que serán cubiertas, y en la pista de atletismo. También están previstos nuevos vestuarios. Deberían comenzar en 2020 y terminar un año después.

## Infraestructura
- Desde 1995, el Lycée Michelet alberga dos pirámides de vidrio orgánico en su patio principal, reducciones de la pirámide de Keops a e ,
- Un teatro se encuentra al lado del CDI,
- Una capilla desconsagrada sirve regularmente como sala de examen,
- También hay un jardín de rosas dentro de los terrenos de la escuela, junto al pabellón Mansart, frente a la biblioteca Khâgnes ,
- En el parque de la escuela puedes encontrar una fuente redonda que ya no funciona, de casi 3 m  de diámetro, con una isla central en la que rara vez anidan algunos patos.
- El liceo tiene 7 entradas diferentes, 2 de las cuales son utilizadas por los alumnos (una para el bachillerato y otra, con dos pirámides, para el bachillerato).
- Los pasajes subterráneos están presentes debajo de la escuela (el acceso ahora está bloqueado).

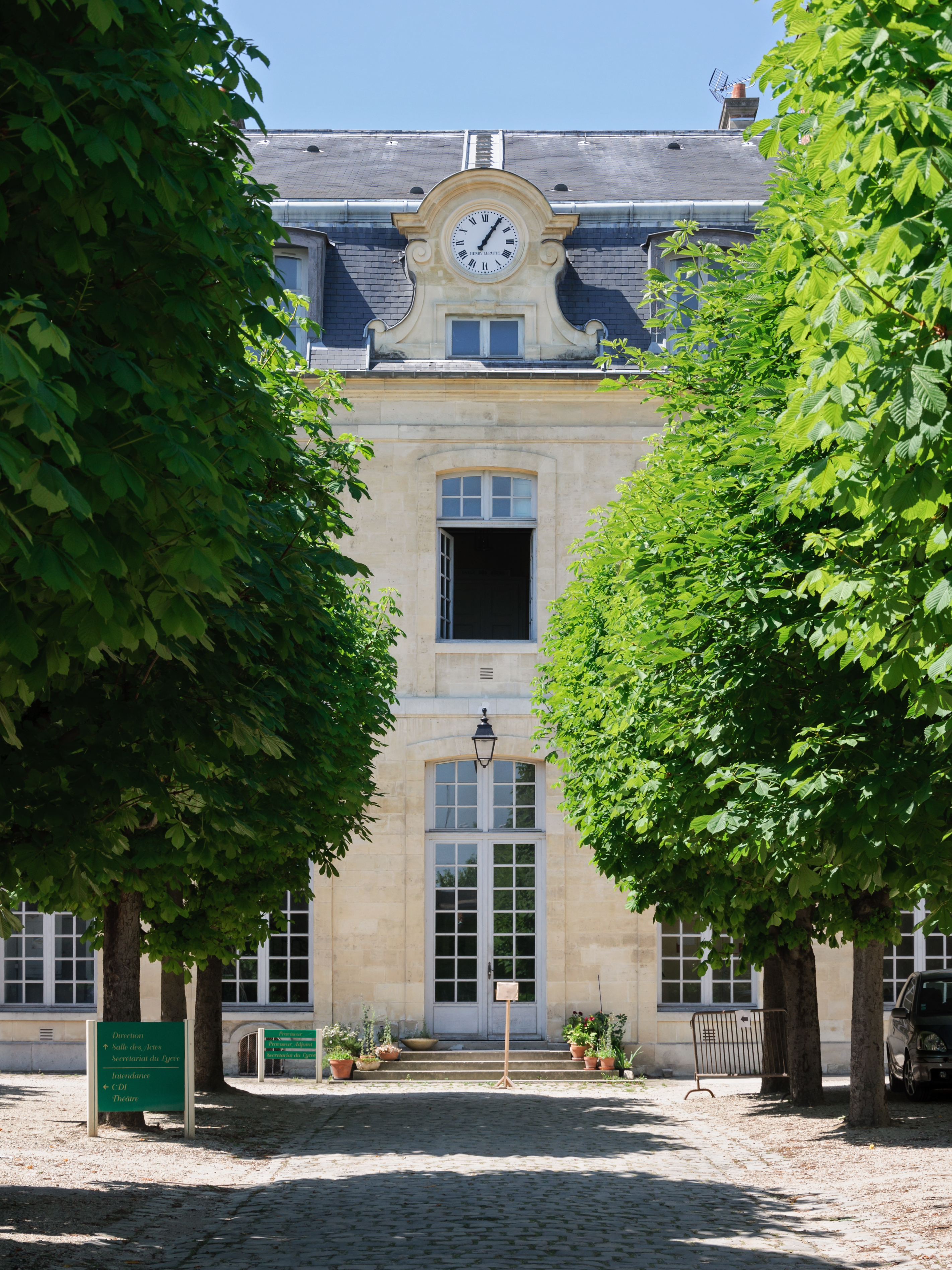
La entrada al pabellón Mansart, ahora la administración de la escuela.
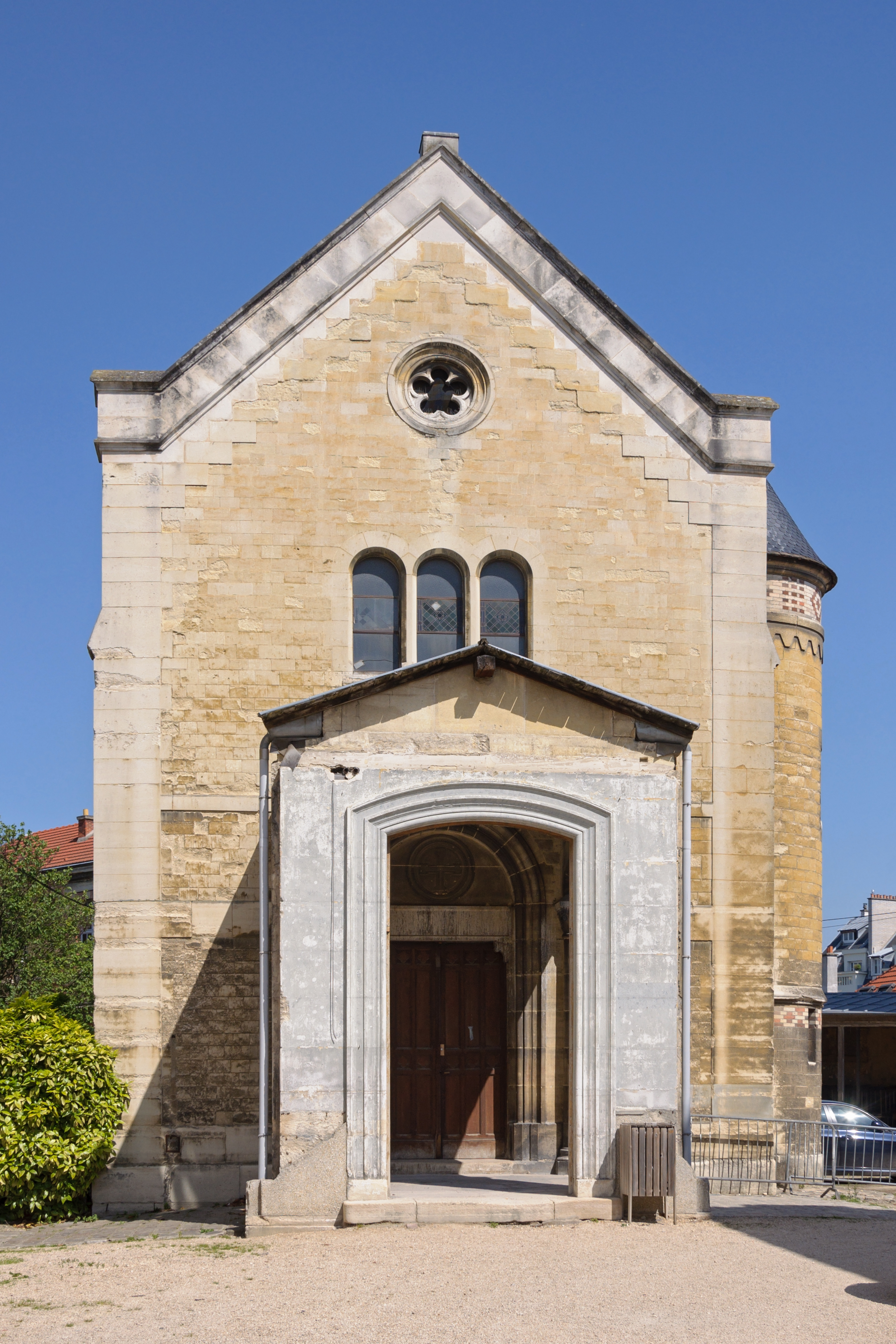
La capilla desconsagrada.

## Ubicación
2013 : 20 años de diferencia por David Moreau .
2015 : Microbe et Gasoil de Michel Gondry, el patio de la facultad y los edificios (corredor y aulas del lado de la facultad) sirven de escenario
2016 : Le Nouveau de Rudi Rosenberg, el gimnasio se utiliza como escenario de una escena de la película, así como el vestuario y las duchas.